# Khalil Gibran
Khalil Gibran (oryg. Dżubran Chalil Dżubran (arab. ‏جبران خليل جبران‎), ur. 6 stycznia 1883 w Baszarri, zm. 10 kwietnia 1931 w Nowym Jorku) – libański pisarz, poeta i malarz, przedstawiciel tzw. szkoły syryjsko-amerykańskiej w literaturze. Jeden z najważniejszych twórców współczesnej prozy poetyckiej w literaturze arabskiej.
Autor wydanej w 1923 powieści poetyckiej Prorok, która została przetłumaczona na ponad 100 języków. Szczególną popularność w latach 60. zyskała wśród tzw. dzieci kwiatów.

## Życiorys
Urodził się w maronickim miasteczku leżącym na terenie współczesnego Libanu. Był dzieckiem Kamili Rahmeh i jej trzeciego męża Khalila Gibrana, który pracował jako poborca podatkowy. Nie potrafił on jednak zapewnić bytu rodzinie, przez co żyli ubogo. Jedynym wykształceniem, jakie mogli zapewnić rodzice młodemu Khalilowi, była nauka u księdza, który przekazywał mu biblijne wartości oraz uczył go przedmiotów ścisłych i humanistycznych, w tym języka syriackiego i arabskiego. Khalil miał starszego o 6 lat brata Butrosa oraz dwie młodsze siostry: Marianę i Sultanę.
W 1895 emigrował z rodziną do Stanów Zjednoczonych, osiedlając się w Bostonie. Wtedy też zmienił nazwisko na amerykańsko brzmiące Khalil Gibran. W 1898 Gibran wrócił sam do Bejrutu, gdzie przez cztery lata uczęszczał do prowadzonej przez księży szkoły "Madrasat al-Hikma" ("Szkoła Mądrości"). W Libanie pisarz rozwinął swoją znajomość literatury oraz języka arabskiego. Nabrał wówczas również niechęci do zinstytucjonalizowanych form religii, co było widoczne w jego późniejszej twórczości. Po powrocie do Bostonu w 1903 Gibran dowiedział się o śmierci swojej młodszej siostry Sultany. Niedługo potem umarli na gruźlicę również jego matka i brat. W tym samym czasie pisarz opublikował swoje pierwsze dzieła, m.in. wydana w 1905, jeszcze w Libanie, książka Nubthah fi Fan Al-Musiqa (pol. Muzyka) czy rok później zbiór opowiadań Ara’is al-Murudż (pol. Narzeczone łąk).
W 1907 Gibran poznał Mary Elizabeth Haskell, dyrektorkę renomowanej szkoły dla dziewcząt w Bostonie. Haskell częstokroć pomagała pisarzowi materialnie. Znajomość z czasem przekształciła się w romans trwający do końca życia pisarza i choć para oficjalnie pozostawała przyjaciółmi, to jednak ich korespondencja, opublikowana po latach, pokazuje prawdziwą bliskość owego związku.
W 1908 Gibran wyjechał na dwa lata do Paryża, gdzie studiował sztukę na Académie Julian. Zawiązał wówczas znajomość z Augustem Rodinem. W 1910 powrócił do Bostonu, a dwa lata potem przeniósł się do Nowego Jorku i oddał się twórczości pisarskiej oraz plastycznej. Działał wśród emigracyjnej inteligencji arabskiej, zakładając m.in. Ar-Rabita al Kalamijja, "Ligę Ludzi Pióra", która zrzeszała pisarzy szkoły syryjsko-amerykańskiej. W 1918, chcąc dotrzeć do szerszej grupy czytelników, zaczął pisać większość swoich dzieł w języku angielskim.
Zmarł 10 kwietnia 1931 na marskość wątroby. Zgodnie z jego wolą jego prochy zostały w tym samym roku przewiezione do rodzinnego Baszarri i złożone w klasztorze Mar Sarkis, gdzie obecnie znajduje się muzeum poświęcone artyście. W Stanach Zjednoczonych pisarza upamiętniono m.in. pomnikiem w Waszyngtonie, oraz pamiątkową tablicą w Bostonie.

## Wybrane dzieła

### Po arabsku
- Nubthah fi Fan Al-Musiqa (1905)
- Ara’is al-Murudż (1906)
- al-Arwah al-Mutamarrida (1908)
- Połamane Skrzydła (al-Ajniha al-Mutakassira, 1912); wydanie polskie: 2012
- Dam’a wa Ibtisama (1914)
- al-Mawakib (1919)
- al-‘Awāsif (1920)
- al-Bada’i’ waal-Tara’if (1923)

### Po angielsku
- Szaleniec (The Madman, 1918); wydanie polskie: 2002
- Prorok (The Prophet, 1923), wydanie polskie: 1981, 2007
- Piasek i piana (Sand and Foam, 1926); wydanie polskie: 1996 (razem z Ogród Proroka)
- Jezus. Syn Człowieczy (Jesus, The Son of Man, 1928), I wydanie polskie: 1956 (Biblioteka Polsko-Indyjska), II - 1995
- The Earth Gods (1929)
- The Wanderer (1932)
- Ogród Proroka (The Garden of The Prophet 1933); wydanie polskie: 1996 (razem z Piasek i piana)
- Beloved Prophet, The love letters of Kahlil Gibran and Mary Haskell, and her private journal (1972, red. Virginia Hilu)